# 13e régiment de soutien aux assauts aériens RLC
Le 13e Régiment de soutien aux assauts aériens RLC (ou 13th Regiment RLC) est un régiment du Royal Logistic Corps de l'armée britannique. L'unité fait partie de la 16e Brigade d'assaut aérien.

## Histoire
Le régiment fait partie de la 16e Brigade d'assaut aérien depuis 1999.

## Structure
La structure du régiment est la suivante: 
- 24e Escadron de quartier général
- 47e Escadron de ravitaillement par air [3]
- 63e Escadron de la Force opérationnelle d'assaut aérien [4]
- 82e Escadron de la Force opérationnelle d'assaut aérien [5]

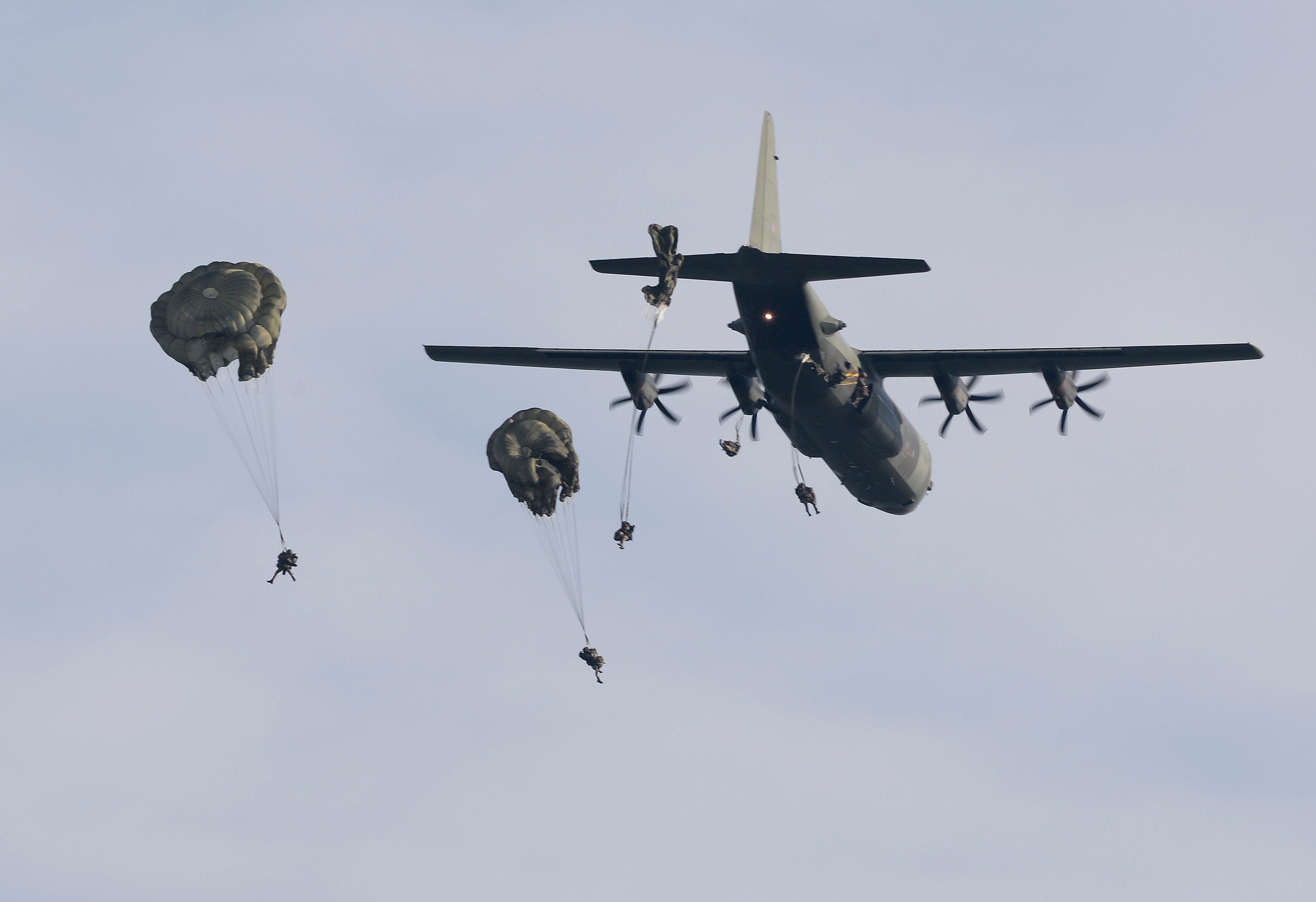
Exercice de largage.